# Systém pro správu obsahu

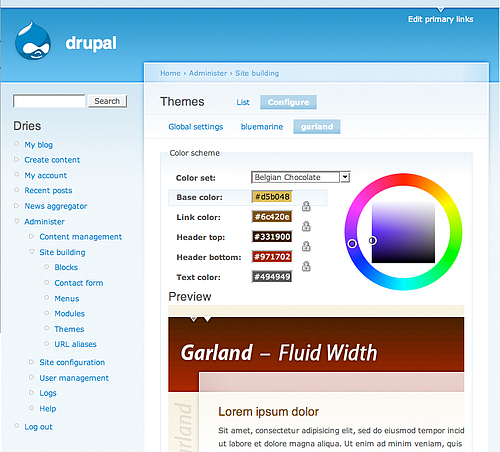
Drupal, jeden ze známých CMS

Systém pro správu obsahu (CMS z anglického content management system) je software zajišťující správu dokumentů, nejčastěji webového obsahu. V dnešní době se jako CMS zpravidla chápou webové aplikace, někdy s případným doplňkovým programovým vybavením u klienta.
Pro CMS se někdy používají i oborově podobné termíny redakční či publikační systém.

## Základní funkce CMS
Mezi základní funkce CMS (obvykle se člení na administrátorské a uživatelské) patří:
- Tvorba, modifikace a publikace dokumentů (článků) zpravidla prostřednictvím webového rozhraní, často s využitím jednoduchého online WYSIWYG editoru nebo jednoduchého systému formátování textu (není nutná znalost HTML),
- řízení přístupu k dokumentům, zpravidla se správou uživatelů a přístupových práv, často s funkcemi workflow či groupware,
- správa diskusí či komentářů, ať už k publikovaným dokumentům nebo obecných,
- správa souborů,
- správa obrázků či galerií.
- kalendářní funkce,
- statistika přístupů.

### Výhody CMS
Díky CMS přestává platit to, že se o internetové stránky musí starat osoba s rozsáhlými znalostmi programování. Při používání CMS tvoří obsah stránek editoři, kteří nemusí vědět vůbec nic o tom, jak se webové stránky vytváří. To samozřejmě velmi snižuje náklady na provoz webových stránek, ať už se jedná o osobní stránky, reklamní weby nebo rozsáhlé komunitní portály. CMS se uplatní všude tam, kde se obsah často mění, přidává ho více lidí nebo je požadována jeho pohodlná správa. Není problém rozlišit, co bude smět uživatel přidávat a co ne. Pro celkovou správu webových stránek stačí jen klasický internetový prohlížeč. Díky tomu lze provádět správu webu z jakéhokoli počítače, který má přístup k internetu. Web tak může být neustále udržovaný a aktualizovaný.
Z pohledu vývojáře je CMS výhodný v tom, že samostatný vývoj je s použitím šablon rychlejší a jednodušší, než kdyby měl web tvořit od nuly. Navíc se často jedná o snadno rozšiřitelný software a výrobci CMS drží krok s vývojem nových technologií.

## Existující CMS
Trh s CMS programy je široký, existuje jak řada programů nabízených jako svobodný software, tak i komerčních řešení. CMS se člení dle řady kritérií, například rozsahu řešení, použitého vývojového prostředí nebo cílové skupiny. Nejjednodušší CMS jsou naprogramovány v JavaScriptu (např. TiddlyWiki nebo KartovoMYS), řada CMS používá PHP většinou v kombinaci s databázovým systémem MySQL, ale i bez jakékoli databáze (např. Grav, Flatpress nebo GetSimple), oblíbená je i Java a další jazyky. Nejpoužívanějšími CMS jsou WordPress, Joomla! a Drupal. Mezi komerčně úspěšné na platformě .NET patří Kentico CMS (od tvůrců z Brna), NopCommerce (jednoduchá tvorba eshopů) a další. Mezi další oblíbené, přesto ne tak rozšířené, patří např. Blogger, Magento, vBulletin, TYPO3, DataLife Engine, PrestaShop, Bitrix, Discuz!, phpBB, PAGE Pack (od tvůrců z Brna) a další.